# Khu nghỉ dưỡng Khujirt

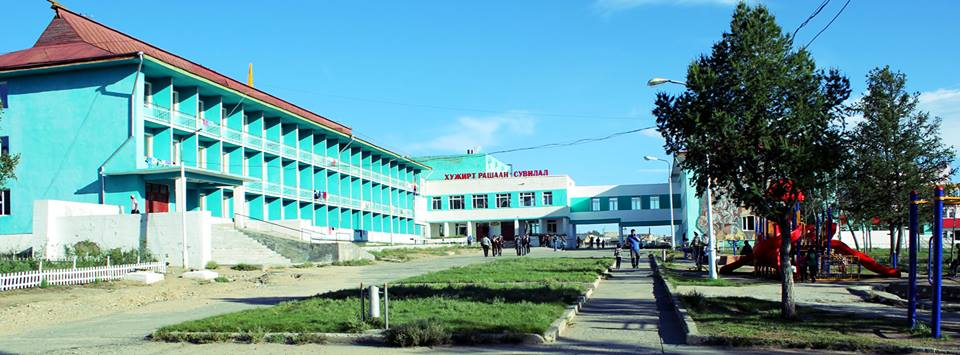
Khu nghỉ dưỡng Khujirt

Khu nghỉ dưỡng Khujirt (tiếng Mông Cổ: Хужиртын рашаан сувилал) là một khu nghỉ dưỡng tại sum Khujirt, tỉnh Övörkhangai, Mông Cổ.

## Lịch sử
Vào năm 1600, một thợ săn tên là Shunkhlai đã giới thiệu các suối khoáng nóng tại khu vực này cho công chúng. Khu nghỉ dưỡng Khujirt được thành lập vào năm 1939.

## Địa lý
Nó nằm trong lưu vực sông Orkhon, bên dãy núi Khangai. Ngọn núi đáng chú ý nhất ở gần khu vực này là Shunkhlai, đồng thời là ngọn núi cao nhất tại sum Khujirt. Khu nghỉ dưỡng nằm ở khu vực gần những địa điểm đáng chú ý tại tỉnh Övörkhangai như tu viện Erdene Zuu hay thác nước Ulaan Tsutgalan, ở gần ranh giới giữa Övörkhangai và Arkhangai. Các suối khoáng nóng có rất nhiều tại đây.
Có những loài chim như chim cắt và chim ưng sống ở khu vực này.

## Dịch vụ
Ở đây có các một khách sạn sang trọng với 75 giường và hai khách sạn bán sang trọng cho khách du lịch. Có một nhà hàng lớn với 300 chỗ ngồi và một hội trường văn hóa với sức chứa 100 người.